# Хабіб: Велика пригода
«Хабіб: Велика пригода» («Habib, la grande aventure») — французький кінофільм 2022 року, знятий режисером Бенуа Маріажем, з Бастьєном Уґетто і Катрін Денев у головних ролях.

## Сюжет
Молодий чоловік, син марокканських іммігрантів, мріє стати актором і заробляти цим на життя. Але йому пропонують лише невеликі ролі головорізів. Але одного разу йому пропонують зіграти на сцені роль святого Франциска Ассизького, ця роль перевернула його життя і традиції його сім'ї з ніг на голову.

## У ролях
- Бастьєн Уґетто: Хабіб
- Катрін Денев: сама себе
- Томас Соліверес: Егіде
- Софія Лесаффр: Надя
- Софія Елабассі: Майла
- Ахмед Бенаїсса: батько Хабіба
- Фаріда Ушані: мати Хабіба
- Мішель Фо: режисер
- Дафна ван Дессель: Констанс
- Софі Марешаль: Зої
- Фредерік Клу: асистент режисера

## Знімальна група
- Режисер: Бенуа Маріаж
- Сценарій: Бенуа Маріаж
- Оператор: Крістоф Бокарне
- Монтаж: Сіріл Накаче, Сільві Лаґер, Мікаель Ріттер
- Музика: Фредерік Верчеваль
- Декорації: Юбер Пуйє
- Продюсери: Борис ван Ґілс, Міхаель Ґольдберг